# 書 (造形芸術)
書（しょ、ギリシア語: καλλιγραφία、英語: calligraphy）とは、文字を書き表すことに関連した視覚芸術であり、外来語でカリグラフィーともいう。それは、ペンや筆その他の筆記具を用いたレタリング（書体や書風、書の構成）の勘案および書き上げである:17。現代的な書の実践とは「表現力豊かで調和のとれた巧みな方法で記号に形を与える芸術」と定義することが可能で:18、そうした書の創作活動を「書作」という。
近現代における書作は、機能的な題辞および意匠から、文字が読解できるかどうかといった美術作品まで多岐にわたる 。古典文化における書作は、デザイン書体や近代以降の手書きとは異質であるが、書家はどちらも実践できる場合がある
結婚式やイベントの招待状、フォントデザインやタイポグラフィ、自作の手書きロゴ、グラフィックデザインや書道アート、碑文、記念証書などの形で、現在でも書作は隆盛である。また、映画やテレビ番組の小道具（掛軸の類）、出生・死亡等の各種証明書、地図、執筆作品の題字などにも使用される。

## 道具

### ペンと筆
書家の主な道具は、硬筆（いわゆるペン）と毛筆である。筆記ペンのペン先は、平らだったり円形だったり尖っている場合もある。フェルトペンやボールペンが書作に使われることもある。ゴシック体などを書くのに必要なペン先(stub nib)もある。東洋（特に東アジア）では、毛筆による書が重視される傾向がある。
書に使用される一般的な筆記具は次のとおり。
- 羽根ペン
- つけペン
- 毛筆
- 筆ペン
- カラム
- 万年筆

### インクと紙
筆記インクは一般に水性であり、印刷に使われる油性インクよりもはるかに粘性が低い。インクの吸収性が高く質感が一定の特殊紙は綺麗な描線が可能で、しばしば西洋では皮紙（羊皮紙やベラムなど）が使われ、誤字等を消すのにナイフが使用される。一方、東洋（特に東アジア）では主に墨を使い、皮紙ではなく植物繊維から作った紙（竹紙や和紙など）を用いた書作が一般的である。こちらは誤字等を消すのが困難で、通常はあらためて別の用紙に書作することになる。

## 漢字文化圏
書の実践は、中国だと「書法(shūfǎ)」や「法書(fǎshū)」と呼ばれる。日本では「書道」という。韓国だと「書芸(서예)」で、、ベトナムでは「書法(thư pháp)」と呼ばれる。東アジア文字の書は、重要かつ高く評価されている伝統的な東アジア文化の特徴である。

### ギャラリー

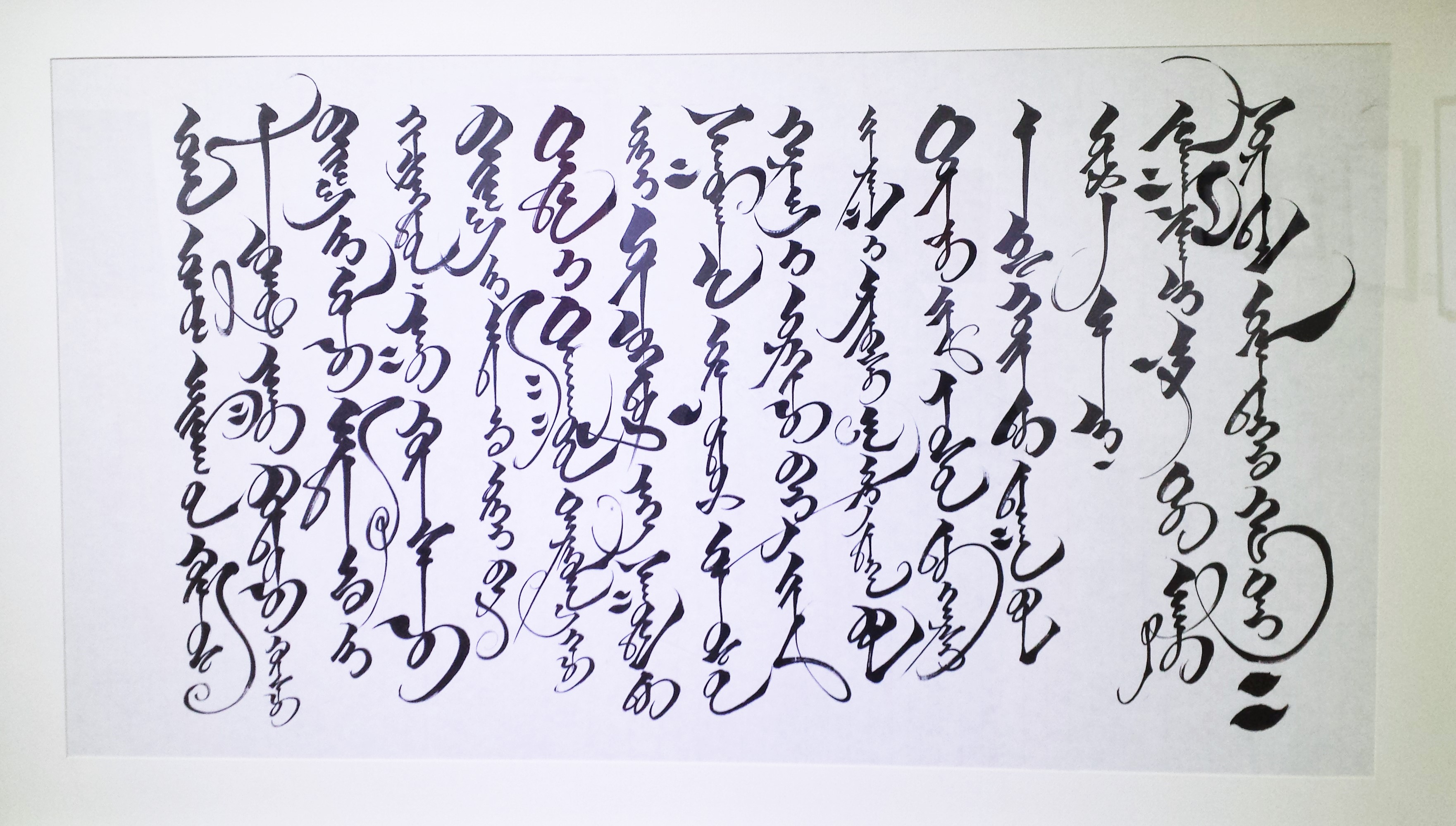
モンゴル書道
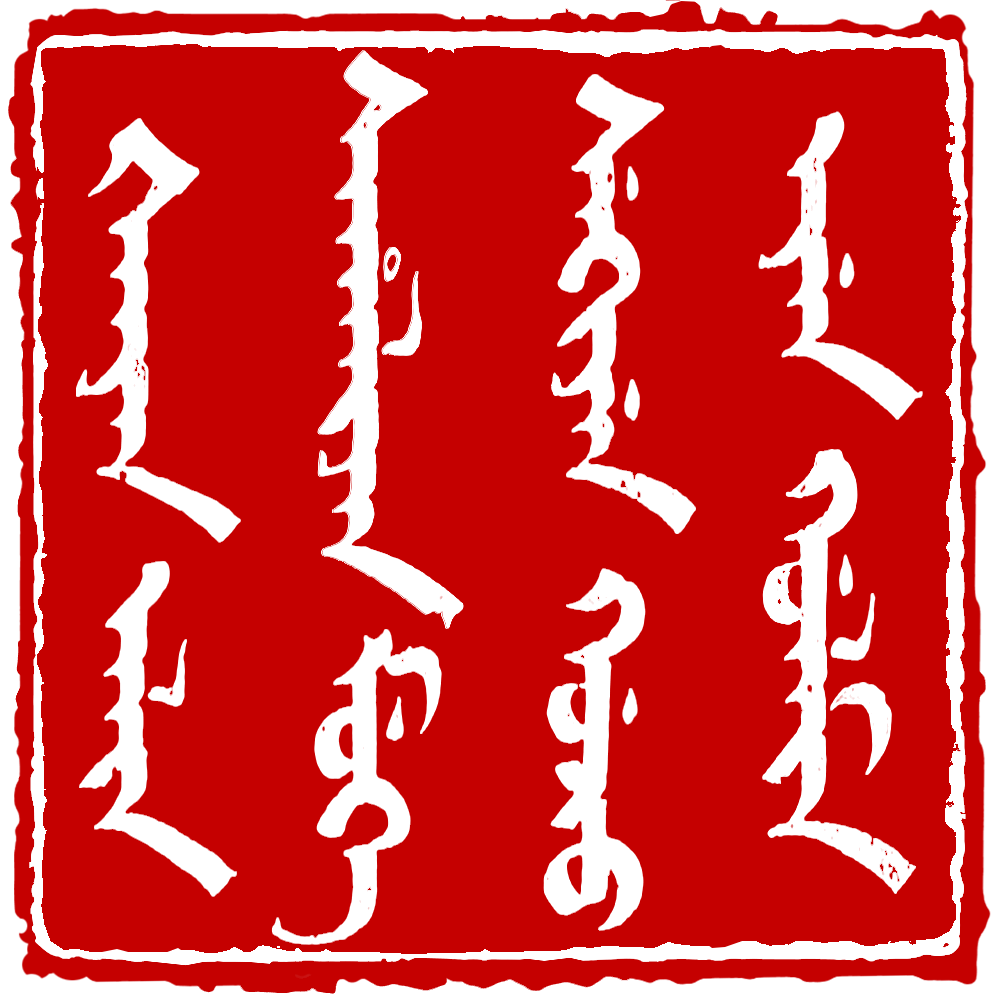
満洲文字で書かれた印章
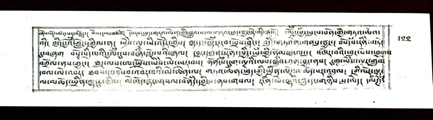
ボン教の経典（チベット）
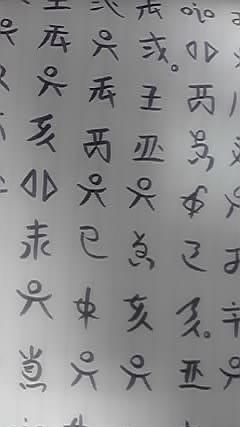
水書

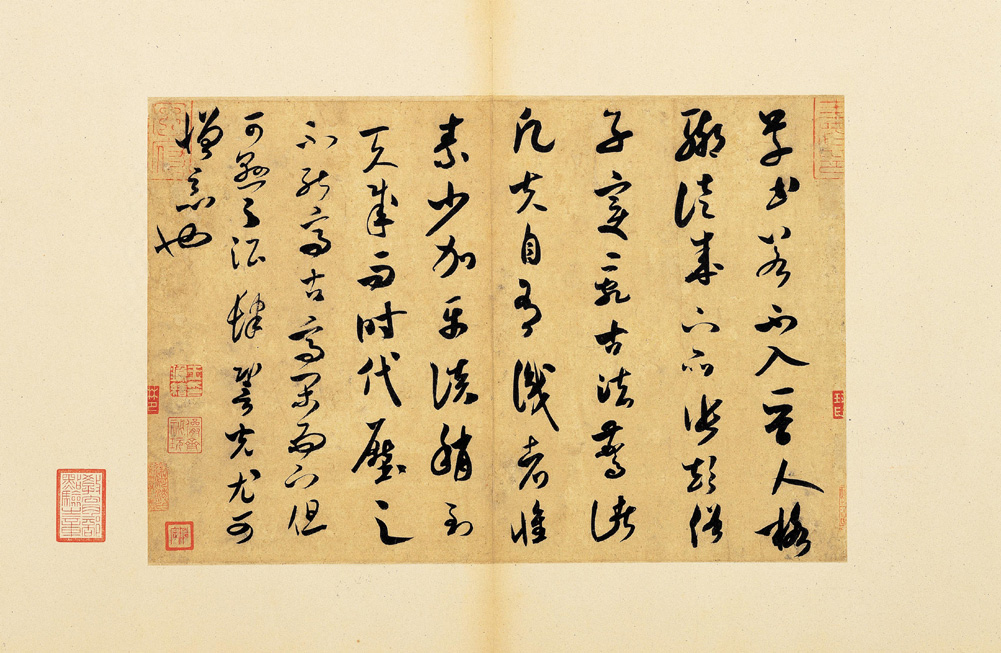
米芾による書法（中国、宋代)
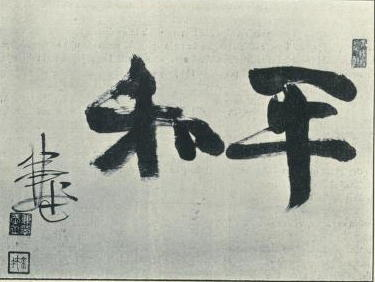
大浦兼武による書道「平和」（日本、1910)
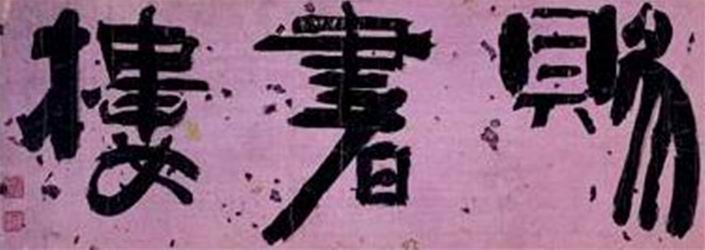
金正喜(1786-1856)による書芸（李氏朝鮮）
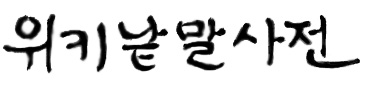
ハングルでWiktionaryと書かれた現代書芸（韓国、2008）
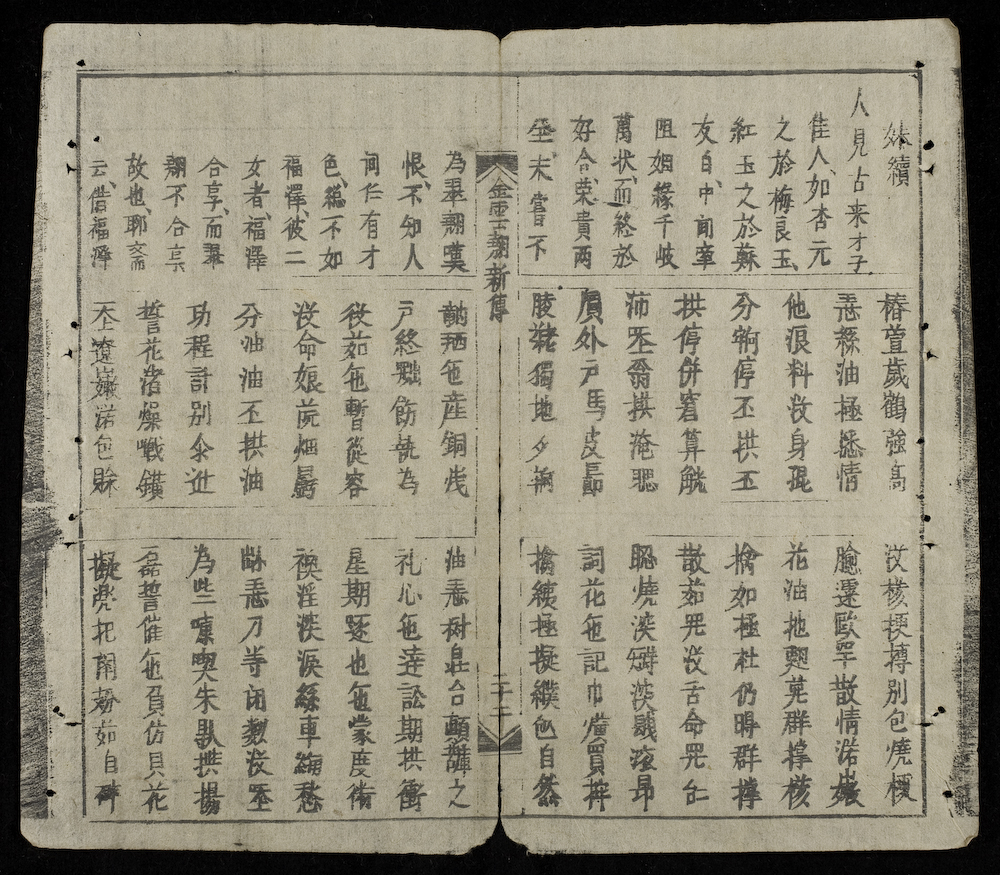
グエン・ズーによる『金雲翹』の文面（ベトナム、19世紀）

### 中国
古代中国の殷代に、亀甲や獣骨へ卜占結果を刻みつけた甲骨文字が現在の漢字の起源とされている。続いて西周時代に、青銅器に鋳込まれた金文が形成された。春秋戦国時代は国や地方によって文字が異なっていたが、中華統一を果たした秦が文字を統一して正式な篆書体（小篆）を制定。その後、実用性を追求して篆書体を簡略化した隷書が生まれ、漢代に入ると隷書の早書きとして草書と行書が形成された。
現在の一般的な楷書は、王羲之(303-361)と彼の弟子達によって体系の正則化が進められていった。ただし楷書が完成したのは唐の時代(618-907)である。かくして10世紀までに「篆・隷・草・行・楷」の漢字5書体が形成された。生き残れなかった様式は、80%が小篆、20%が隷書に属するものだった。幾つかの異体字は、非正統的ながらも数世紀にわたって局地的に使用されていた（一般的には理解されていたが、公式文書では常に拒否された）。これら非正統的な変種の一部が、新たに作られた文字と共に中国簡体字を構成している。
筆記具は、先述した墨と筆と紙のほか硯が重視され、この4つを総称して文房四宝という。この他に毛氈と文鎮も使用される。

#### 影響
日本、韓国、ベトナムはそれぞれ中国書道の影響を大きく受けている。それはまた、同じ道具と技法を用いて描かれる水墨画にも影響を与えている。書は、水墨画を含む東アジアの主要な芸術様式の多くに影響を与えてきた。
日本と韓国とベトナムは、中国書道の影響を取り入れつつも独自の感性と書風を生み出している。

### 日本
漢字由来のひらがなやカタカナといった固有の文字がある日本の書道は、特にひらがなの曲線で漢字の永字八法から外れた技術を要する。使用する紙に関しては、固有の和紙を重視する。
幾つかの異体字は、使用が人名用漢字で認められている。また歴史的仮名遣の「ゐ」「ゑ」「ヰ」「ヱ」は、昭和初期まで公教育で使われていたため、書においても（いろは歌ほか古典の作品で）散見される。

### 韓国
現代韓国語のハングル文字の使用は、伝統的な中国書道では使われない新たな技法の書作が必要とされた。

### ベトナム
ベトナムは、漢字に基づく古いベトナムの書記体系チュノムと漢字を廃止し、ラテンアルファベットに置き換えた。しかし、書道ではその伝統が保存され続けている。

## （漢字文化圏を除く）東アジア

### ギャラリー
- モンゴル書道
- 満洲文字で書かれた印章
- ボン教の経典（チベット）
- 水書

### モンゴル
モンゴル書道もまた、道具から様式に至るまで中国書道の影響を受けている。

### チベット
チベット書道はチベット文化の中心である。文字はインドのブラーフミー文字から派生している。高僧ラマやポタラ宮に住んでいた同国の上流階級は、一般に有能な書家だった。チベットは数世紀にわたって仏教の中心地であり、同宗教は記された言葉（各宗派に伝わるお経）に大きな重要性を置いている。ダライラマをはじめ様々な権威から送られた手紙を含む、ほぼ全ての宗教高位者の記述が書にあたる。書としてはマニ車にあるものが有名だが、この文字列は書作ではなく鍛造したものである。筆記具はもともと葦を使っていたが、チベットの書家は現在、ペン先が鏨状(chisel tipped)のペンやマーカーも使用している。

### 水書
水書（すいしょ）は、床上で水だけを使って行うもので、数分以内に乾いてしまうその場限りの書作である。この慣行は、中国の公園において特に定年後の中国人に好評である。しばしば同国の観光地には伝統的な中国書法を観光客に提供するスタジオショップが開かれており、来客者の名前を書いたりする。
日本では、書道の練習道具として水書板を使うことがある。

## （ベトナムを除く）東南アジア、南アジア

### ギャラリー

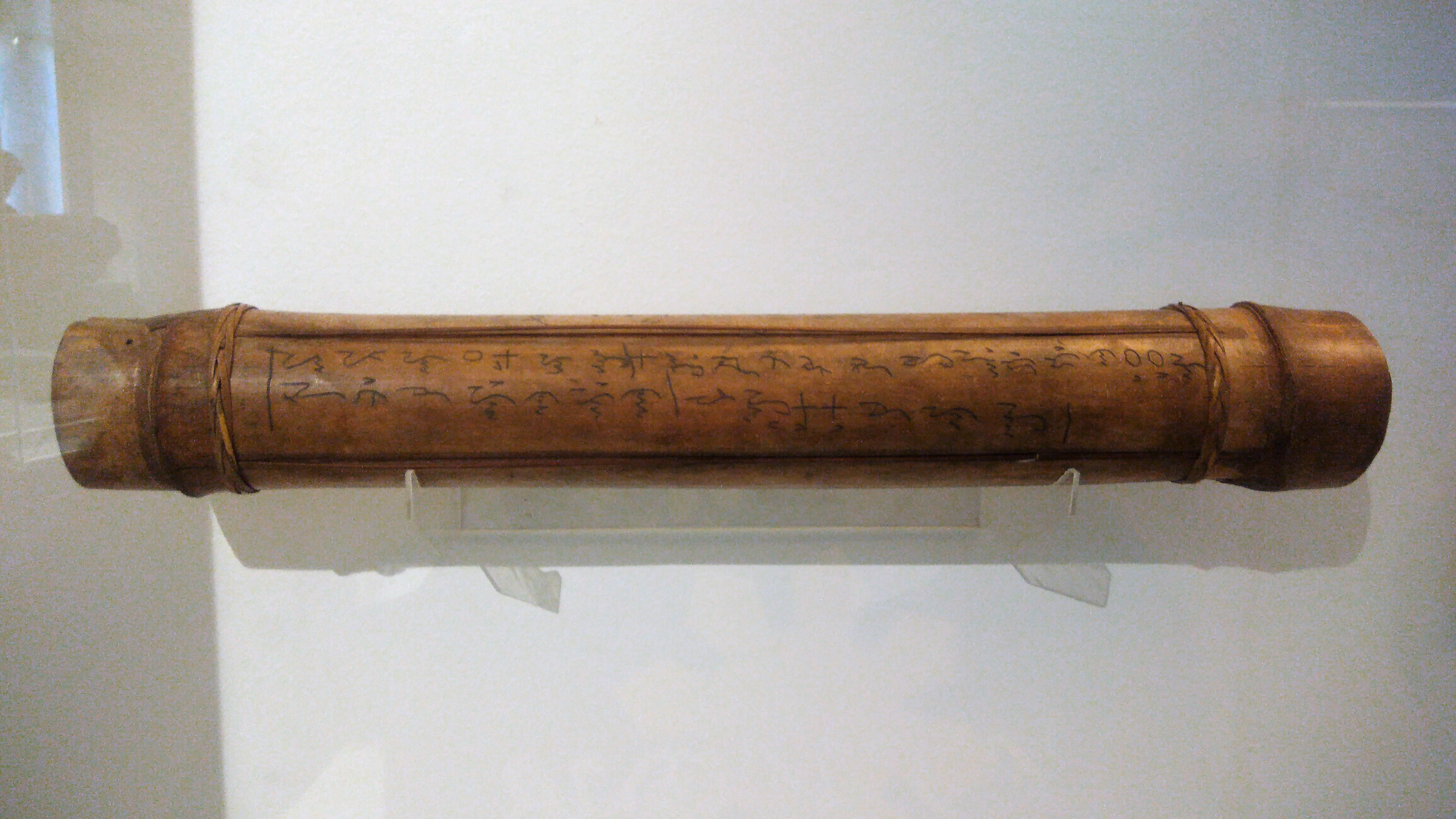
タグバヌワ文字の書作がある楽器Tube zither（フィリピン）
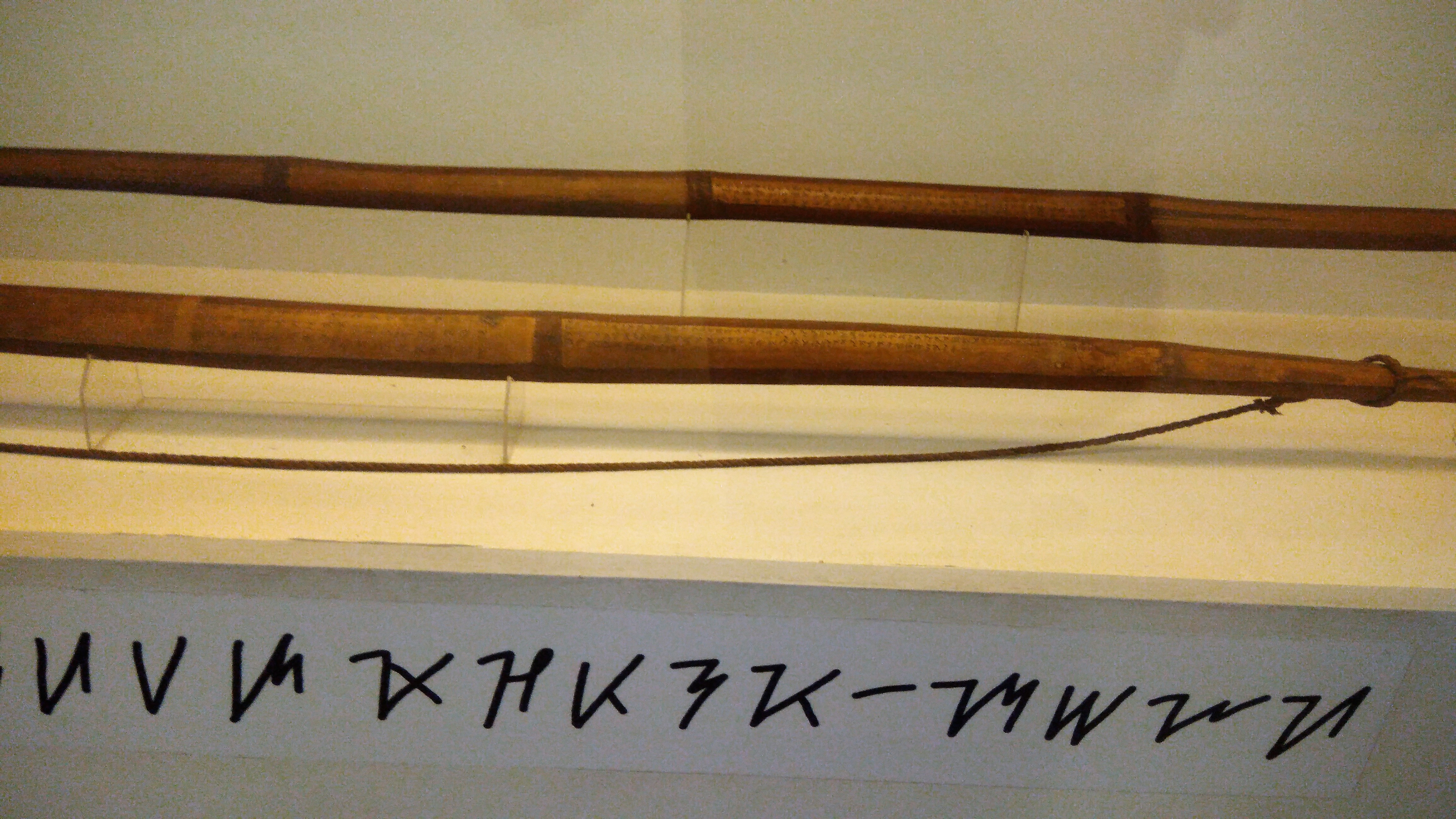
ハヌノオ文字の書道と弓（フィリピン）
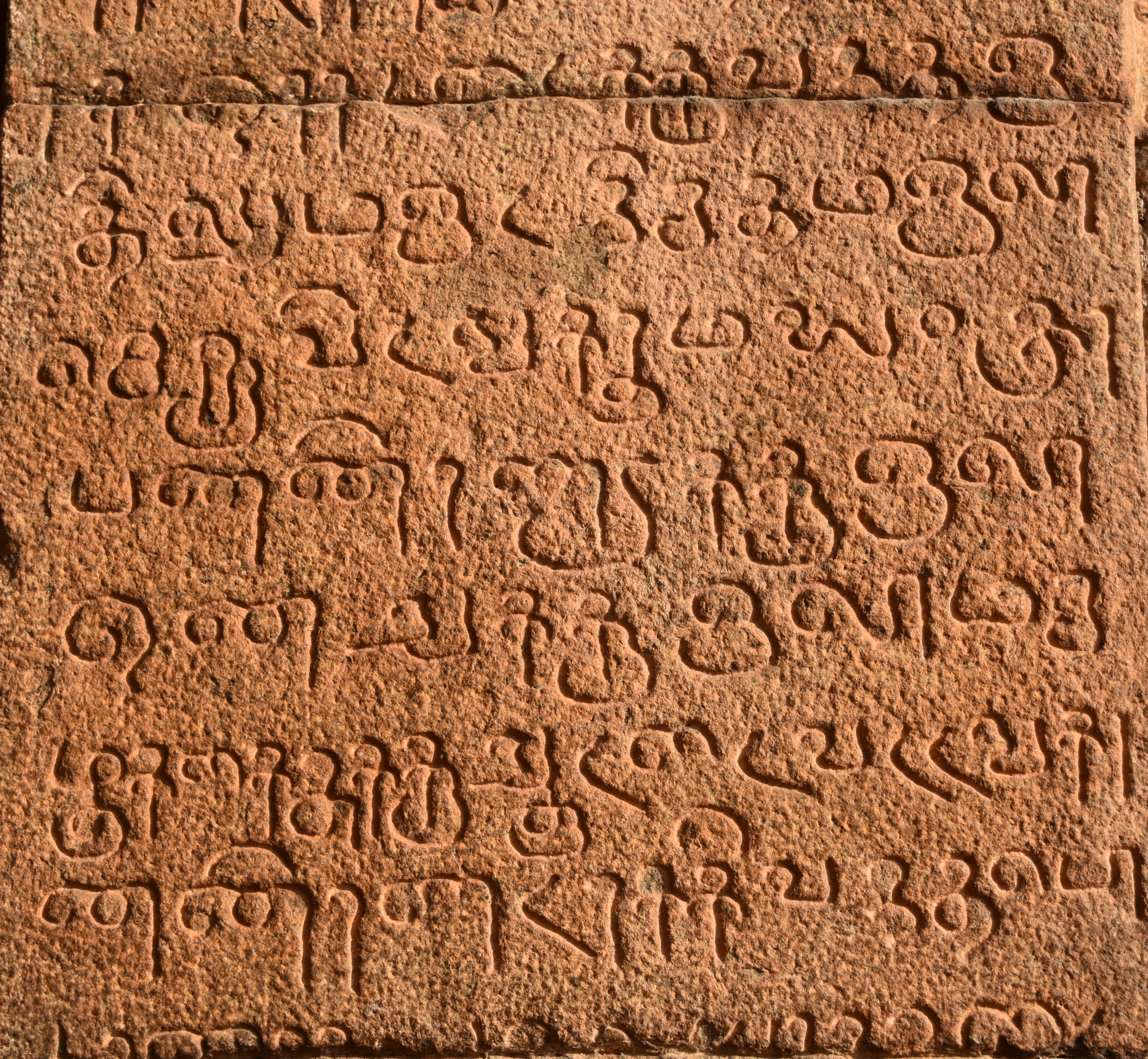
11世紀のタミル文字とサンスクリット文字の石碑文（インド、ブリハディーシュヴァラ寺院）

### フィリピン
フィリピンには、スヤト文字 (Suyat) と総称される古代および先住民の文字が多数あった。16世紀のスペインによる植民地化を経て、その終焉までにスヤト文字のうち4つだけが生き残り、特定のコミュニティでは日常生活において使われ続けている。具体的にはハヌノオ文字、ブヒッド文字、タグバヌワ文字、タミル文字、パラワン文字である。これらは1999年に、フィリピン古文書(Philippine Paleographs (Hanunoo, Build, Tagbanua and Pala’wan)という名前でユネスコの世界の記憶事業に登録された。
やがて国内の芸術家や文化専門家が、植民地時代に使用されなくなった幾つかのスヤト文字も復活させた（具体的にはKulitan、badlit、Iniskaya、Baybayin、Kur-itanなど）。こうしたスヤト文字による書は、まとめてフィリピンのスヤト書道(Filipino suyat calligraphy)と呼ばれる。西洋アルファベットやアラビア文字を使ったものも（スペイン植民地時代の過去があるので）フィリピンで普及しているが、これらはスヤト文字ではないためスヤト書道とは見なされない。

### インド
インドのカリグラフィーでは、宗教上の経典が最も典型的な用途である。出家した仏教徒のコミュニティには書の訓練を受けた者達がおり、聖典を写経する責務を共有していた。ジャイナ教信者は、自分達の聖人を祝う挿絵付きの写本を導入した。これらの写本は、ヤシの葉や白樺などの安価な素材と見事なカリグラフィーを用いて作成された。

### ネパール
ネパールの書道は、主にランジャナー文字を用いて創作されている。この文字自体、ネパール、チベット、ブータン、モンゴル、日本沿岸、韓国では六字大明呪ほかの神聖な（主にサンスクリット語とパーリ語から派生した）仏典を記すのに使用されている。

## アフリカ

### エジプト
ヒエログリフは古代エジプトで使用されていた正式な書記体系である。ヒエログリフは、表語文字、音節、アルファベットの要素を組み合わせたもので、合計で約1000の異なる文字がある。

### エチオピア/アビシニア

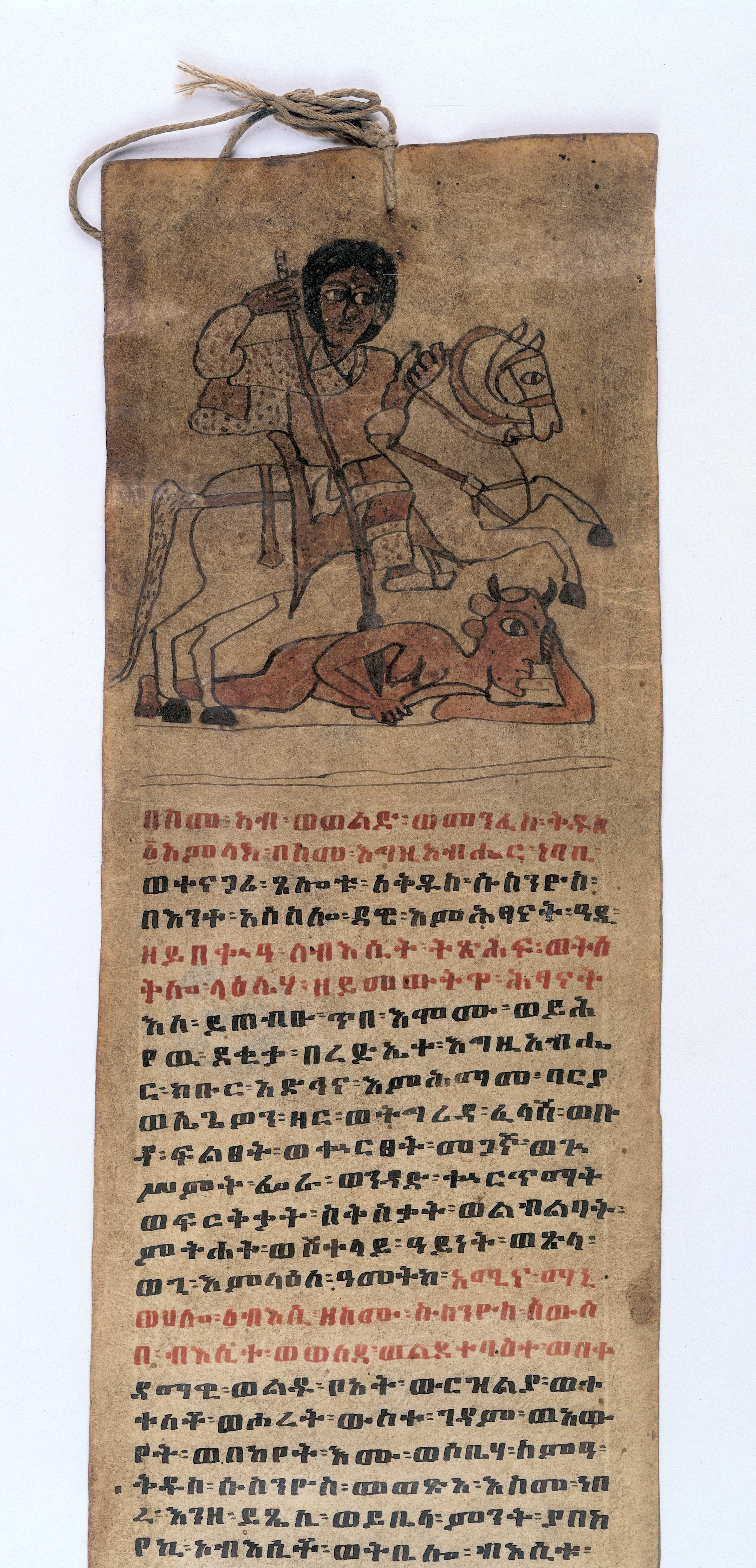
巻物に描かれたスセニョス1世の絵とゲエズ文字の呪文は悪霊退散を目的としたもの。（英ロンドン）

エチオピア（旧名アビシニア）のカリグラフィーは、セム語族向けに特別に開発されたゲエズ文字と共に始まった。 碑文南アラビア文字は、8世紀まで幾つかの碑文に使用されていたが、ダモト王国以降では見られなくなった。
ゲエズ文字による初期の碑文は紀元前5世紀に遡り、一種のゲエズ祖語(ESA)で書かれたものは紀元前9世紀まで遡る。。この文字は左から右に読まれ、他の言語（通常はセム語）でも書けるよう適応されている。

## アメリカ大陸

### マヤ文明
マヤ文明のカリグラフィーはマヤ文字で表現されていた。現代マヤ地方のカリグラフィーは、メキシコのユカタン半島で主に印章や記念碑に使われている。マヤ文字が政府機関で使われることは滅多に無い。ただし、カンペチェ、ユカタン、キンタナローではマヤ語のカリグラフィーがマヤ文字ではなくラテン文字で書かれている。メキシコ南部にある一部の営利企業は、ビジネスシンボルとしてマヤ文字を使用している。
チチェン・イッツァ、ウシュマル、エドズナ、カラクムルなどメキシコにある遺跡の大半には、構造物に文字が刻まれている。石碑が古代マヤのカリグラフィの普遍的な資料である。

## ヨーロッパ
ヨーロッパのカリグラフィーは、西欧ではラテン文字の使用、そして東欧ではギリシャ文字、アルメニア文字、グルジア文字、およびキリル文字の使用で認識できる。

### ギャラリー

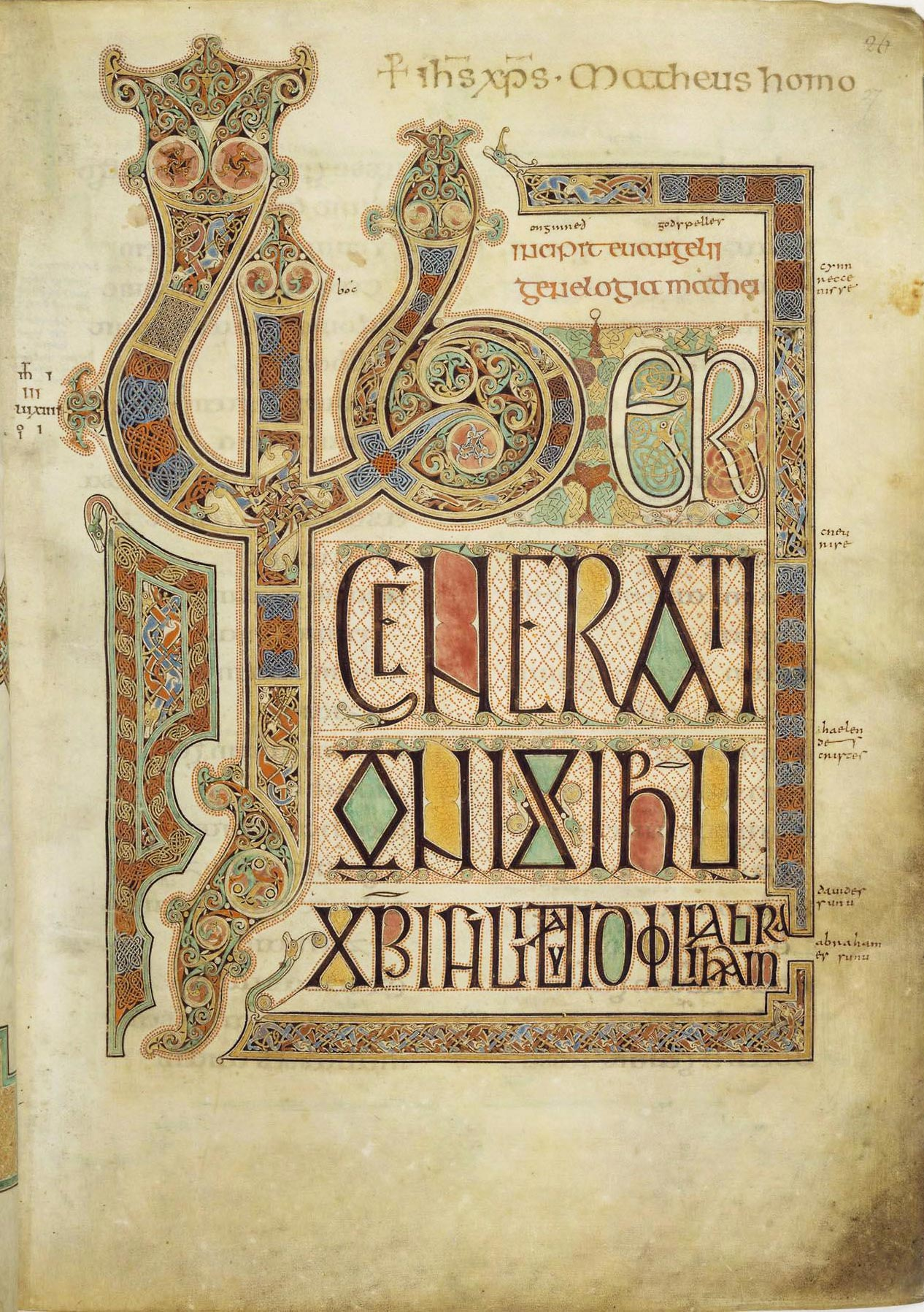
リンディスファーンの福音書よりマタイによる福音書の序頁(700年頃）
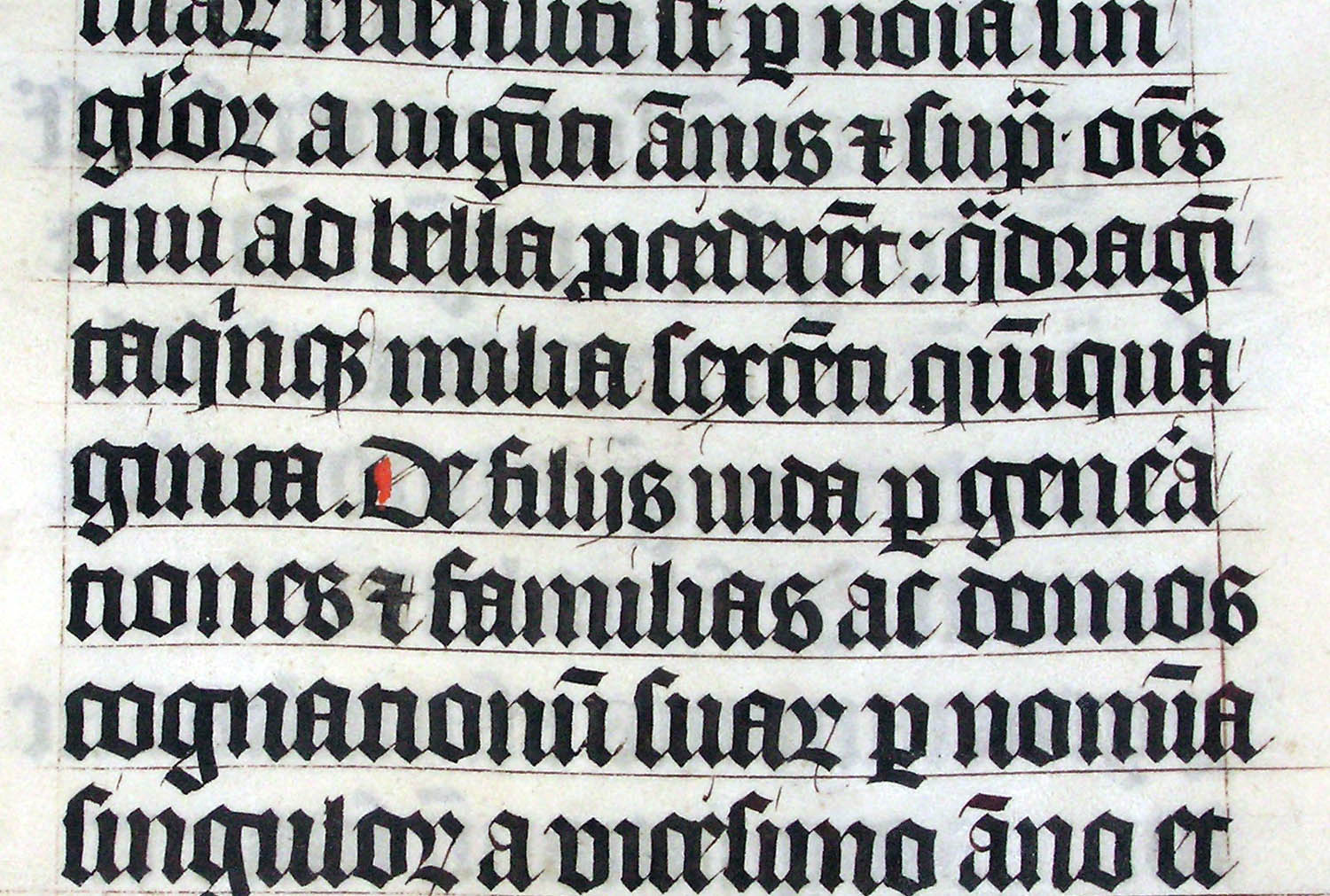
ラテン語訳聖書(1407年）のカリグラフィー。修道院で朗読する目的で、ジェラール・ブリルズによって手書きされたたもの（英国,マームズベリー修道院）
ジョージア (国)のカリグラフィーは、3種の文字を使ったグルジア語の芸術的記述の幾世紀にも及ぶ伝統である。
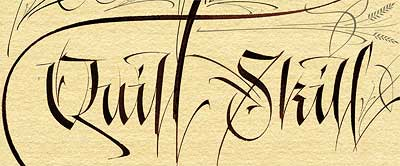
近代的な西洋のカリグラフィー

印刷活字とは異なり、手書きのカリグラフィーは字の大きさ、形、様式、色が不規則に異なるという特徴があり、内容を判読できなくなる場合もあるが、格別の美的価値を生み出す。中国やイスラムのものと同様、西洋のカリグラフィーは厳格な規則と形状の使用を採用した。各文字には正しい筆順があって、それが現在も残っていることが多い。
聖典の西洋カリグラフィーには、中世時代の書籍や章における一文字目の彩飾など独特な特徴が幾つかあり、リンディスファーンの福音書が初期の例である。

### 西欧
ラテンアルファベットは紀元前600年頃に古代ローマで登場し、西暦1世紀までに日常使用向けのローマ筆記体が出来上がった。記述が修道院だけで実践されたため、聖書ほかの宗教文書を写すのに適した書体が形成されていった。ローマ帝国が崩壊してヨーロッパが中世初頭に入った4-5世紀に、カリグラフィーの伝統を保存したのが修道院だった。ローマ帝国が崩壊したことで、各地域が自分達の主な修道院に従って独自の基準（Merovingian, Laon, Luxeuil,Visigothic, Beneventanなどの文字）を生み出した。
中世になると、キリスト教会が聖書ほかの聖典の膨大な模写を通じて記述の発展を促した。北欧では、7-9世紀がケルト装飾写本（リンディスファーンの福音書、ケルズの書など）の全盛期だった。8世紀にアルクィンがカロリング小文字体と通称される書体を生み出した。これが現代の小文字印刷の字形に繋がる唯一の起源となっている。カロリング小文字体は、11世紀により沢山の文字数をページに収められるブラックレター体に進化した:72。この書風がヨーロッパ全土で支配的になり、1454年にヨハネス・グーテンベルクが最初の印刷機を開発した時も、最初にこの活字体を採用して作った:141。
1600年までに筆記イタリック体の改良が施されるようになり、やがてこれが円形書体 (Roundhand) を生み出した。1600年代半ばのフランスでは、人々が好き勝手な書風で手書きした文書だらけになり、読解できない文面に自治体職員が苦慮していた。そこで役所が法的文書に関してはクゥレ体とロンド体（英語圏の円形書体）とバスタルダ体に限定した。円形書体はイギリスでも普及した。

### 東欧
こちらも西欧と同じ道具を使ってカリグラフィを実践するが、文字群や書風の好みに差異がある。 スラヴ語を綴る場合、ロシアの書記体系がラテン語のそれとは根本的に異なる。10世紀から現在に至るまでそれは進化している。

## イスラム世界

### ギャラリー

オスマン帝国地域での18世紀イスラム書道における定型句Bismillah
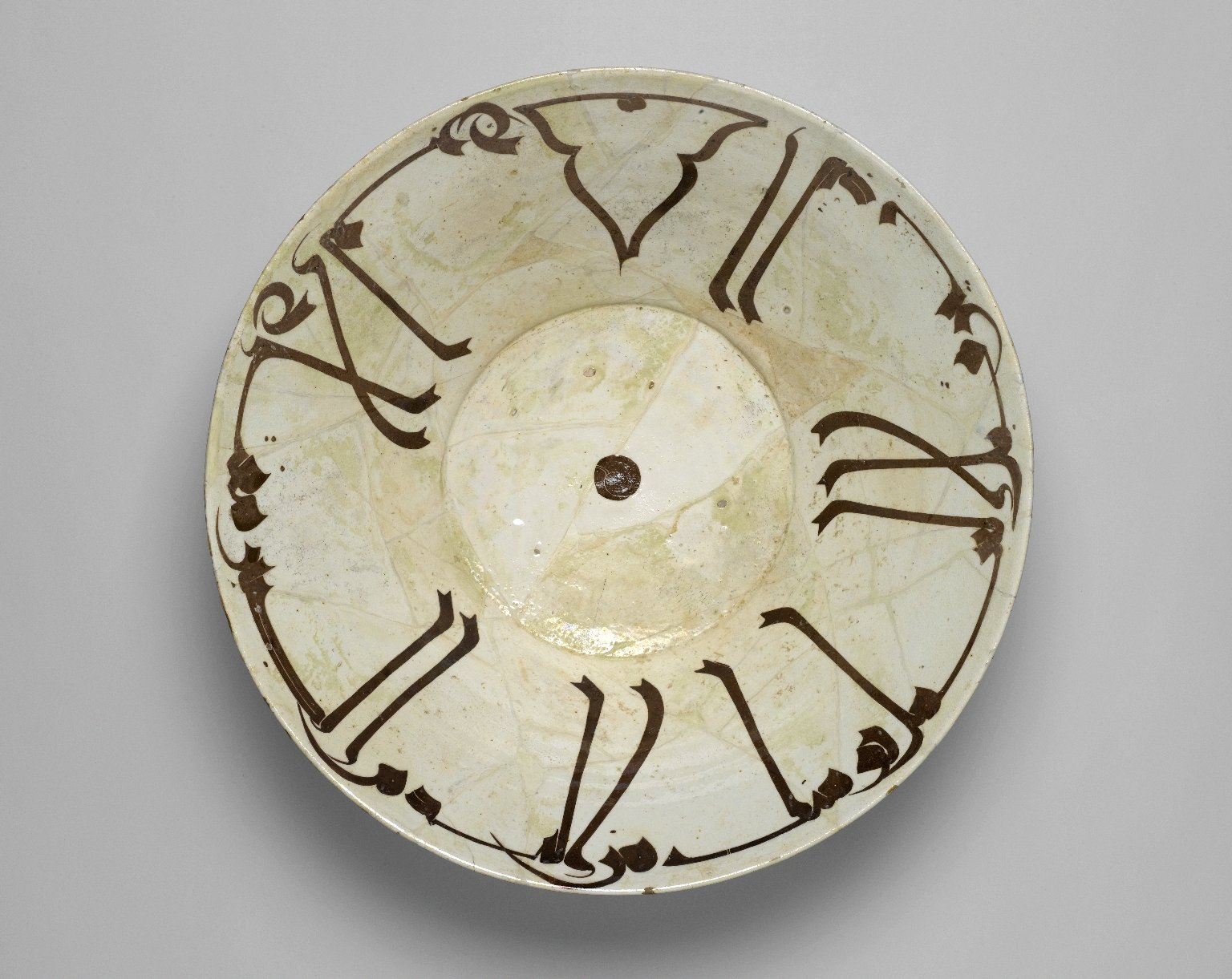
クーフィー体綴りがあるボウル（ペルシャ,10世紀）
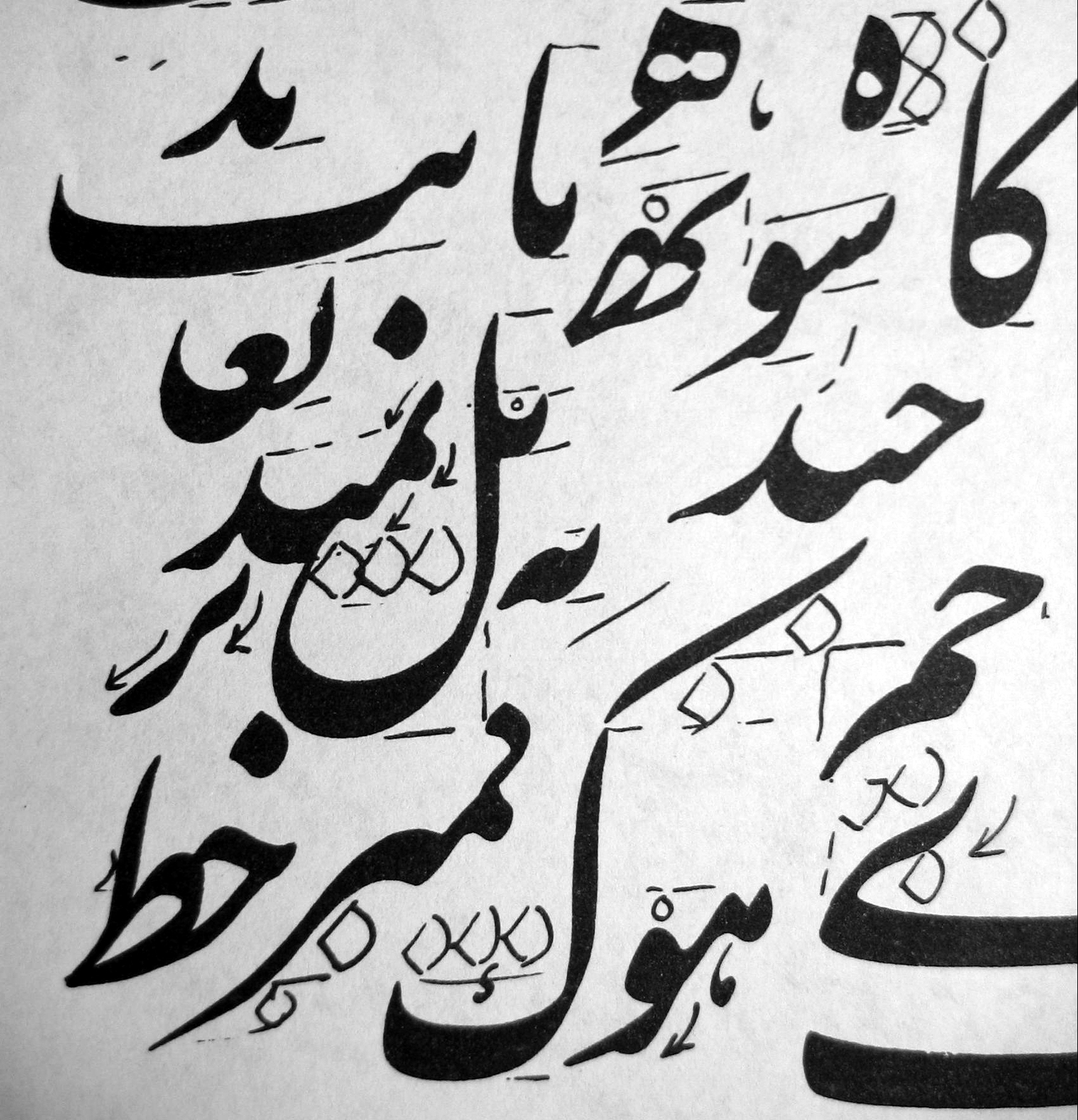
ナスタアリーク体の比率規則を示す見本（ペルシア文字とウルドゥー文字)

イスラームの書法は、イスラム教やアラビア語と共に進化してきた。アラビア文字に基づいているため「アラビア書道」とも呼ばれ、日本国内にも協会と書道教室が存在する。この書道は、モスクの壁や天井、幾何学的なイスラム美術(アラベスク）と関連がある。
ムスリムにとって書道とは至高の芸術であり、精神世界の芸術の視覚表現である。アラビア書道はクルアーンと深い結びつきがあり、同聖典をいかに正しく、かつ美しく書くかというところから発展してきた。クルアーン由来の諺・成句は現在もアラビア書道の資料である。
創始者はイブン・ムクラ(940年没）で、オスマントルコ時代(1299-1922)にアラビア書道が最も盛んだったとされている。

### イラン
ペルシア書道は、イスラム化以前のペルシア地方（現:イラン）に存在していた。ゾロアスター教では、美しく綺麗に記すことが常に賞賛された。
この分野で活躍する書道家の角田ひさ子によれば、ペルシア書道はアラビア書道がもとになっていると言う。イランでも最初はアラビア書体で書いていたが、13世紀ごろにイラン独自の書体が生まれ、これが現代のペルシア書道につながったとされている。書体は様々あるが、宗教的な文章では「アラビー」と呼ばれるアラビア書体が主に使われており、詩文ではペルシア書体の楷書にあたる「ナスタリーグ書体」が使用されている。筆記具には葦ペンが使われ、作品の美しさを際立たせるために独自の装飾の入った紙が使用される場合もある。